# Mahiedine Mekhissi-Benabbad
Mahiedine Mekhissi-Benabbad (n. 15 martie 1985, Reims, Franța) este un semifondist ce a reprezentat Franța, medaliat olimpic. A participat la 3 ediții ale Jocurilor Olimpice (2008, 2012, 2016) în care a câștigat două medalii de argint și o medalie de bronz în proba de 3000 m cu obstacole.

## Palmares
| An   | Competiție                             | Locație                  | Loc | Eveniment        | Note    |
| ---- | -------------------------------------- | ------------------------ | --- | ---------------- | ------- |
| 2004 | Campionatul Mondial de Cros de Juniori | Bruxelles, Belgia        | 61  | 8 km             | 27:08   |
| 2004 | Campionatul Mondial de Juniori         | Grosseto, Italia         | 29  | 3000 m obstacole | 9:09,53 |
| 2005 | Campionatul European de Tineret        | Erfurt, Germania         | 13  | 3000 m obstacole | 8:49,95 |
| 2006 | Cupa Europei                           | Malaga, Spania           | 8   | 1500 m           | 3:53,66 |
| 2006 | Cupa Mondială                          | Atena, Grecia            | 8   | 1500 m           | 3:55,89 |
| 2007 | Cupa Europei                           | München, Germania        | 2   | 3000 m obstacole | 8:39,34 |
| 2007 | Campionatul European de Tineret        | Debrețin, Ungaria        | 1   | 3000 m obstacole | 8:33,91 |
| 2007 | Campionatul Mondial                    | Osaka, Japonia           | 22  | 3000 m obstacole | 8:33,11 |
| 2008 | Jocurile Olimpice                      | Beijing, China           | 2   | 3000 m obstacole | 8:10,49 |
| 2009 | Campionatul Mondial                    | Berlin, Germania         | –   | 3000 m obstacole | NT      |
| 2010 | Campionatul Mondial în sală            | Doha, Qatar              | 8   | 1500 m           | 3:45,22 |
| 2010 | Campionatul European                   | Barcelona, Spania        | 1   | 3000 m obstacole | 8:07,87 |
| 2010 | Cupa Continentală                      | Split, Croația           | 3   | 3000 m obstacole | 8:09,96 |
| 2011 | Campionatul Mondial                    | Daegu, Coreea de Sud     | 3   | 3000 m obstacole | 8:16,09 |
| 2012 | Campionatul European                   | Helsinki, Finlanda       | 1   | 3000 m obstacole | 8:33,23 |
| 2012 | Jocurile Olimpice                      | Londra, Marea Britanie   | 2   | 3000 m obstacole | 8:19,08 |
| 2013 | Campionatul European în sală           | Göteborg, Suedia         | 1   | 1500 m           | 3:37,17 |
| 2013 | Campionatul Mondial                    | Moscova, Rusia           | 3   | 3000 m obstacole | 8:07,86 |
| 2014 | Campionatul European                   | Zürich, Elveția          | 1   | 1500 m           | 3:45,60 |
| 2014 | Campionatul European                   | Zürich, Elveția          | –   | 3000 m obstacole | DS      |
| 2014 | Cupa Continentală                      | Marrakech, Maroc         | 3   | 1500 m           | 3:49,53 |
| 2016 | Campionatul European                   | Amsterdam, Țările de Jos | 1   | 3000 m obstacole | 8:25,63 |
| 2016 | Jocurile Olimpice                      | Rio de Janeiro, Brazilia | 3   | 3000 m obstacole | 8:11,52 |
| 2017 | Campionatul European pe Echipe         | Lille, Franța            | 2   | 1500 m           | 3:35,56 |
| 2017 | Campionatul European pe Echipe         | Lille, Franța            | 1   | 3000 m obstacole | 8:26,71 |
| 2017 | Campionatul Mondial                    | Londra, Marea Britanie   | 30  | 1500 m           | 3:46,17 |
| 2017 | Campionatul Mondial                    | Londra, Marea Britanie   | 4   | 3000 m obstacole | 8:15,80 |
| 2018 | Campionatul European                   | Berlin, Germania         | 1   | 3000 m obstacole | 8:31,66 |
| 2018 | Campionatul European de Cros           | Tilburg, Țările de Jos   | 2   | ștafetă mixtă    | 16:12   |

## Legături externe
- Materiale media legate de Mahiedine Mekhissi-Benabbad la Wikimedia Commons
- en Mahiedine Mekhissi-Benabbad la World Athletics
- en Mahiedine Mekhissi-Benabbad la Olympedia.org